# Ocypode brevicornis
Ocypode brevicornis là một loài cua ma bản địa của Ấn Độ Dương từ vịnh Oman cho tới đảo Nicobar. Ocypode brevicornis được mô tả lần đầu bởi nhà sinh vật học Henri Milne-Edwards vào 1837. 

## Đặc điểm
Chúng có chiều dài đến 41 mm (1,6 in) với chiều dày 50 mm (2,0 in). Giống như các loài cua ma, chúng có một càng to hơn càng còn lại. Mắt chúng lồi hỗ trợ chúng có tầm nhìn và chúng hay loanh quanh kiếm ăn trên bãi biển.
Ocypode brevicornis có một thân hình sâu, con trưởng thành dài 24 đến 41 mm (0,94 đến 1,61 in) và dày 26 đến 50 mm (1,0 đến 2,0 in), chúng là loài ăn xác thối và săn những con động vật nhỏ chúng là loài ăn đêm nhưng cũng sẽ hoạt động suốt cả ngày để kiếm ăn trên những dãi cát ở bãi biển.